# Грицівка
Гри́цівка — село в Україні, у Талалаївській селищній громаді, Прилуцького району, Чернігівської області. За адміністративним поділом до липня 2020 року село входило до Талалаївського району, а після укрупнення районів входить до Прилуцького району. Орган місцевого самоврядування — Талалаївська селищна громада. Розташоване на правому березі річки Ромен, за 10 км від залізничної станції Талалаївки. Населення — 237 осіб, площа — 1,2 км².

## Археологія
Біля села є курган II-I тисячоліття до н. е. і городище XI-XIII століть з поселеннями II-I тисячоліття до н. е. і XI-XIII століть.

## Історія
Біля Грицівки розташовувалися кургани скіфського часу (V-III ст. до н. е.), виявлені городища і поселення періоду Київської держави (IX-XIII ст.).
У XVII-XVIII століттях — передмістя сотенного центру містечка Красний Колядин, за 2 версти через річку. Вперше згадується 1666. Тоді ж входило до Красноколядинської сотні Прилуцького полку.
1666 — 7 господарств селян, які «орали на 2-х волах»; козаки не показані.
1729 налічувало 25 дворів селян і 9 дворів підсусідків (козаки не показані).
1780 — 9 дворів (10 хат) селян, якими володіли красноколядинський сотник Петро Семенович Максимович і сотник Глинської сотні Антон Крижанівський, 7 дворів (9 хат) вільних селян і 4 хати підсусідків. Того року вже вказано станове козацьке населення — 29 дворів (49 хат) козаків, 2 двори (2 хати) і 2 бдв. хати козачих підсусідків.
Після  анексії Гетьманщини Російською імперією, Грицівка 1782 року відійшла до Роменського повіту Чернігівського намісництва. У 1802 році в зв'язку з утворенням Чернігівської губернії село Грицівка увійшло до Конотопського повіту. 
Селище є на мапі 1812 року.
Згідно «Списка населённых мест: Черниговская губерния» у 1859 році в селі Грицівка нараховувалося 86 дворів. Мешкало 313 чоловіків і 236 жінок (549 жителів). Особливо славилися грицівчани у вирощуванні тютюну.
1901 року - селище Красно-Колядинської волості Конотопського повіту Чернігівської губернії, 949 мешканців.
З 1917 — у складі УНР. Козацька частина села активно підтримала відновлену українську державу, взявши участь у війні проти російських більшовиків (зокрема, хорунжий Володимир Назаренко). З 1921 — стабільний комуністичний режим, який з 1929 року вдався до систематичного терору проти незалежних господарників. 1932 року комуністи почали убивства голодом, відтак село постраждало внаслідок геноциду українського народу, проведеного урядом СРСР.
Восени 1941 сталінська влада залишила село, 1943 — повернулася.
З 1991 — у складі Талалаївського району держави Україна.
До 2020 року було підпорядковане Рябухівській сільській раді.

## Уродженці
- Володимир Назаренко (1898 — ?) — хорунжий Армії УНР.